# هرانديكثيس
هرانديكثيس (بالإنجليزية: Hirundichthys) وهي من جنس السمك الطائر. جسدها ممدود، متوسط السمك، بطن سطحي، فروع صدرية خالية من الخطوط الجانبية، فك علوي غير قابل للشد خارجاً، زعانف في الظهر، الزعانف الصدرية طويلة، زعانف حوض طويلة.

## الأصناف
حالياً يوجد 10 أصناف معروفة في هذا الجنس.